# كورياسات
كورياسات هي عبارة عن سلسلة من أقمار الاتصالات الكورية الجنوبية التي تديرها (كي تي سات) وهي شركة تابعة لشركة كيه تي للإتصالات .

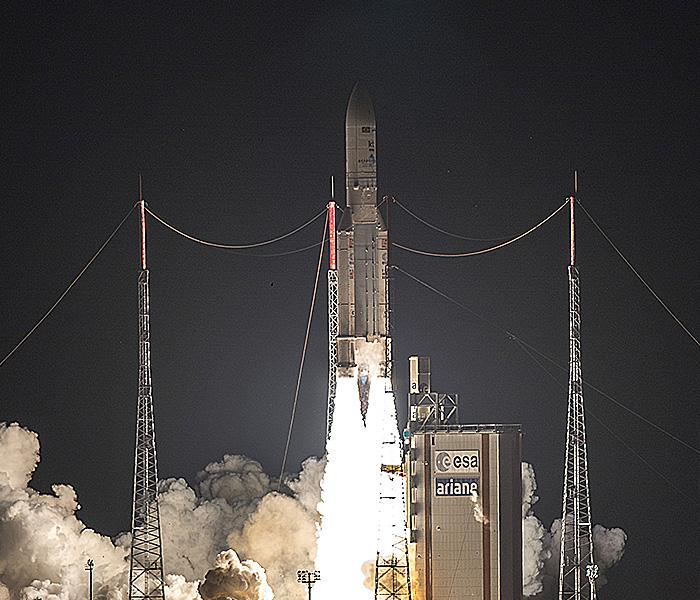
انطلاق قمر صناعي

## الأقمار الصناعية
| التعيين      | اسماء آخر                | الرمز التعريفي | رقم دليل القمر الاصطناعي | تاريخ الاطلاق | عربة الاطلاق       | موقع الإطلاق  | يدور في مدار     | خط الطول | انتهاء الخدمة  | ملاحظات                                          | المصادر     |
| ------------ | ------------------------ | -------------- | ------------------------ | ------------- | ------------------ | ------------- | ---------------- | -------- | -------------- | ------------------------------------------------ | ----------- |
| كورياسات 1   | أوروبا * نجمة ب          | 1995-041A      | 23639                    | 1995-08-05    | دلتا الثاني 7925   | رأس كانافيرال | مدار جغرافي ثابت | 116ºE    | 16 ديسمبر 2005 |                                                  |             |
| كورياسات 2   | أي بي أس-1أي             | 1996-003A      | 23768                    | 1996-01-14    | دلتا الثاني        | رأس كانافيرال | مدار جغرافي ثابت | 116ºE    | 2015           |                                                  | [ 1 ]       |
| كورياسات 3   | أي بي أس-7               | 1999-046A      | 25894                    | 1999-09-04    | أريان 42P          | كورو          | مدار جغرافي ثابت | 116.1ºE  |                |                                                  | [ 2 ]       |
| كورياسات 4   | -                        | -              | -                        | -             | -                  | -             | -                | -        | -              | غير مستخدم لأن الرقم أربعة مرتبط بالموت في كوريا |             |
| كورياسات 5   | أي أن أي أس أيه أس- واحد | 2006-034A      | 29349                    | 2006-08-22    | زينيت 3SL          | اودسي         | مدار جغرافي ثابت | 113ºE    |                |                                                  |             |
| كورياسات 5A  |                          | 2017-067A      | 42984                    | 2017-10-30    | فالكون 9 فول ثراست | رأس كانافيرال | مدار جغرافي ثابت | 113ºE    |                |                                                  | [ 3 ]       |
| كورياسات 6   |                          | 2010-070B      | 37265                    | 2010-12-29    | آريان 5            | كورو          | مدار جغرافي ثابت | 116ºE    |                |                                                  | [ 4 ]       |
| كورياسات 7   |                          | 2017-023A      | 42691                    | 2017-05-04    | آريان 5            | كورو          | مدار جغرافي ثابت | 116ºE    |                |                                                  | [ 5 ]       |
| كورياسات 8   | أي بي أس-2               | 2014-006A      | 39508                    | 2014/02/06    | آريان 5            | كورو          | مدار جغرافي ثابت | 75ºE     |                |                                                  | [ 6 ] [ 7 ] |
| كورياسات 116 | أي أن أي أس أيه أس-اثنان | 2020-048A      | 45920                    | 2020-07-20    | فالكون 9 بلوك 5    | رأس كانافيرال | مدار جغرافي ثابت | 116ºE    |                |                                                  | [ 8 ]       |